# Purge the Poison
Purge the Poison è un singolo della cantautrice britannica Marina, pubblicato il 14 aprile 2021 come secondo estratto dal quinto album in studio Ancient Dreams in a Modern Land.

## Antefatti
Dopo la pubblicazione del singolo Man's World a novembre del 2020, Marina ha cominciato a condividere sui suoi profili social dei frammenti e piccole anteprime strumentali di brani contenuti nel nuovo disco, tra cui Flowers, Venus Fly Trap e la stessa Purge the Poison. In particolare per quest'ultima la cantante ha condiviso un estratto del testo della canzone, nello specifico il secondo verso che fa riferimento al produttore cinematografico Harvey Weinstein e agli eventi del 2007 legati alla cantante statunitense Britney Spears. Due giorni prima della pubblicazione, Marina ha pubblicato l'indirizzo di un sito web chiamato AllMyFriendsAreWitches.com, attraverso il quale i suoi fan avrebbero potuto ricevere aggiornamenti riguardo alla sua musica.

## Significato
Il testo del brano è una denuncia al mondo moderno e alle sue problematiche, ovvero il veleno citato anche nel titolo. Il ritornello è scritto dal punto di vista del pianeta Terra e di Madre Natura, la quale annuncia l'intenzione di purgare il proprio sistema dal veleno affinché gli esseri umani comprendano che essi non sono nulla di fronte ad essa.

## Videoclip
Il video ufficiale del brano è stato rilasciato il giorno stesso della pubblicazione di quest'ultimo ed è stato diretto dalla Weird Life Films. La scenografia è stata ideata dalla regia e dalla stessa Marina. Il video alterna scene in cui la cantante appare in primo piano con i capelli raccolti, grandi orecchini e un abito verde-giallo e azzurro ad altre in cui appare con i capelli lunghi, un vestito semi-trasparente verde scuro e irradiata da una luce magenta.

## Tracce
Download digitale/streaming
1. Purge the Poison – 3:16
2. Man's World – 3:28